# 戰雙帕彌什角色列表
以下是戰雙帕彌什的角色列表。構造體主要分为「進攻型」、「裝甲型」以及「輔助型」，並於後續分别新增 「授格者」、「增幅型」。配合劇情發展，部份角色擁有特殊類型的机体，例如「湮灭型」。列有上述任意机体类型的角色，即為可操纵角色。
繁中服于2021年1月30日与《尼爾：自動人形》（Nier: Automata）展開聯動合作。
繁中服于2024年1月4日与《BLACK★ROCK SHOOTER》展開聯動合作。
繁中服于2025年7月3日与《Devil May Cry 5》展開聯動合作。

## 空中庭院

### 灰鴉小隊
指挥官
本作主人公，既是玩家。
空中庭院的首席指挥官。
露西亞（Lucia）
聲：（日）石川由依；（中）小N；（广东）尾狐殿
B「進攻型」:紅蓮、A「進攻型」:黎明、S「進攻型」:鴉羽、S「進攻型」:誓焰
灰鴉小隊隊長，个性认真执着，作为早期批次接受改造的军用型构造体，在漫长的战火中淬炼出了强大的实力与坚定的意志。如今与指挥官在战斗中的无间默契，被作为典范广为流传于战场。然而在她时常有些异样的回忆中，似乎埋藏了一段十分关键的过去。与阿爾法为同一人，而露西亚实际上是阿爾法的意识备份（复制人）。
麗芙（Liv）
聲：（日）茅野愛衣→伊藤美來；（中）多多poi；（广东）閒踏梧桐
B「輔助型」:蝕暗、A「輔助型」:流光、S「輔助型」:仰光、S「增幅型」:極晝
灰鴉小隊隊员，以前是清庭白鷺小隊队员。出身自生命之星医疗共同体，举止礼貌，善解人意，与稍显柔弱的外表不同，意外地能够承受许多超乎常人的压力。作为最新的辅助型构造体，为团队提供着关键性的支援力量。在这个战火纷飞的时代中，她的心底一直保持着一个非常纯真的梦想。
里（Lee）
聲：（日）松岡禎丞；（中）夏侯落楓；（广东）犬畏
A「進攻型」:異火、S「進攻型」:亂數、S「進攻型」:超刻
灰鴉小隊隊员，表面上有些冷漠，擅长程序与机械，负责灰鸦小队的硬件升级与解决技术难题。平日里给人冷淡和直言不讳的印象，但在冲突场合会主动庇护与自己亲近的人。与目前生活在空中花园的弟弟有一个约定。

### 清理部隊
比安卡（Bianca）
聲：（日）川澄綾子；（中）雲鶴追；（广东）神明凌
A「進攻型」:零度、S「進攻型」:真理、S「進攻型」:深痕、S「進攻型」:晖暮
清理部隊長官。气质优雅，作风严谨，拥有击杀叛徒构造体甚至指挥官的最高权限。

### 工程部隊
卡列尼娜（Karenina）
聲：（日）戶松遙；（中）花玲；（粵）東東
A「進攻型」:爆裂、S「進攻型」:燼燃、S「裝甲型」:輝曉
工程部队的成员，同时也是清理部队的外援，生性暴躁单纯。对露西亚有莫名的竞争心。
布偶熊（Teddy）
聲：（日）千本木彩花；（中）周侗；（粵）華丹
A「輔助型」:覓語
諾曼礦業集團千金，原名克里斯蒂娜·諾曼。因某些原因與家族決裂，加入工程部隊後擔任副隊長。

### 突擊鷹小隊
神威（Kamui）
聲：（日）福山潤；（中）DK；（广东）阿戈伊奧
A「裝甲型」:重能、S「裝甲型」:暗能
突击鹰小队成员，天性乐观并且乐于助人，但性格脱線且容易扯上麻烦。
庫洛姆（Chrome）
聲：（日）平川大輔；（中）大白；（广东）KEN
A「裝甲型」:弧光、S「裝甲型」:榮光
突击鹰小队队长兼队伍指挥官，十分重视队员，是一個执着與指令與行为的完美主义者。
萬事（Wanshi）
聲：（日）石田彰；（中）孫鵬；（广东）咩鹿君
A「輔助型」:明覺
S「裝甲型」:明晰夢
突击鹰小队成员，表面慵懒随性，实际上是在危险时会成为无比可靠的队友。
卡穆（Camu）
聲：（日）福山潤；（中）DK；（广东）阿戈伊奧
S「授格者」:狂犬
曾经為神威的第二人格。在脱离後现任為特别执行者，主要完成重灾區的任务。

### 三頭犬小隊
莫瑞
聲：（中）吳韜；
三頭犬小队指挥官。
薇拉（Vera）
聲：（日）井上麻里奈；（中）江月；（广东）YUI
A「輔助型」:瑰麗、S「裝甲型」:緋耀、S「增幅型」:灼惘
三头犬小队队长，因其极端做法和锋利尖刻、难以捉摸的个性备受争议。
21號（No. 21）
聲：（日）水瀨祈；（中）錢琛；（广东）P
A「裝甲型」:XXI、S「增幅型」:森息
三头犬小队成员，时常与薇拉执行任务。对人类情绪感知模糊，一旦陷入极端会变得十分凶狠危险。
諾克提（Noctis）
聲：（日）小西克幸；（中）陈润秋；（广东）紫丞少主
A「進攻型」:擎驱
三头犬小队成员。曾因一场阴谋而惨遭成为唯一的幸存者，后被薇拉所救。

### 清庭白鷺小隊
邦比娜塔（Bambinata）
聲：（日）日高里菜；（中）龍小梨；（广东）雪霏嵐嵐
A「進攻型」:琉璃
清庭白鷺小隊成员。性格温順且迷离，善于察觉並理解别人的情绪。

### 寒羊小隊
西蒙
聲：（中）錦鯉
寒羊小隊指挥官。
諾安（Noan）
聲：（日）石川界人；（中）孫路路；（广东）秋田
S「授格者」:逆旅
寒羊小隊成员。曾考虑将头发染成彩虹色。

### 虹鶯小隊
艾拉（Ayla）
聲：（日）伊藤靜；（中）鞏大方；（广东）傻莓醬
A「裝甲型」:溢彩、S「增幅型」:萬華
原考古小队队员，对艺术异常执着的画家。
亞里莎/萊娜（Alisa）
聲：（日）安濟知佳；（中）佟心竹；（广东）Aya
S「增幅型」:回音
正义追求者，认真严谨卻帶一點清純與天真。拥有意识相同的特殊生物武器铠甲——姐姐塞西莉及莱娜。

### 支援小隊
布丽姬特（Bridget）
聲：（日）長谷川育美；（中）喬蘇；（广东）何春
A「裝甲型」:耀炎
支援部队队长，战斗能力丝毫不逊于执行者部队的成员。力量巨大，很难让人觉得是支援部队的人。

### 圣甲虫小隊
八咫（Yata）
聲：（日）小林優；（中）聂曦映；（广东）陈嘉玲
A「进攻型」:洄闪
圣甲蟲部队队长。
斜奏（Discord）
A「进攻型」:裁律
前清理部队成员，圣甲虫小队前任队长「修特羅爾」被标记为死亡后进入圣甲虫小队。

## 九龍商會
曲（Qu）
聲：（日）大原沙耶香；（中）葉知秋；（广东）零叄
S「授格者」:雀翎、S「进攻型」:启明
最后一代九龍之主。暗中推行着万世铭计划。
蒲牢（Pulao）
聲：（日）長繩麻理亞；（中）宴寧；（广东）里子
S「授格者」:華鐘
九龍商會的武术师，因害怕下手太重而赤手空拳。
含英（Hanying）
聲：（日）遠藤綾；（中）謝瑩；（广东）奀妹
A「輔助型」:清商、S「装甲型」:檀心
由維里耶制造的机械体，因残生了人类感情而被抛弃，後來到了九龙夜航船上並收留了悠悠（蒲牢）。

## 藝術協會
賽琳娜（Selena）
聲：（日）佐藤聰美；（中）柳知蕭；（广东）以媛
S「授格者」:嵐音（雷）、S「增幅型」:幻奏（暗）、S「進攻型」:希声（物理）
现時為授格者，前考古小队的隊員，與艾拉為青梅竹马。拥有美妙的歌喉和高超的艺术天份。
艾拉（Ayla）
聲：（日）伊藤靜；（中）鞏大方；（广东）傻莓醬

## 阿迪萊商業聯盟
蘇菲亞（Sophia）
聲：（日）小清水亞美；（中）蔡娜；（广东）蕭蕭
A「輔助型」:銀牙
常羽（Chang Yu）
聲：（日）花江夏樹；（中）Kinsen；（广东）包少爺
A「裝甲型」:遊麟

## 遺忘者
渡邊（Watanabe）
聲：（日）細谷佳正；（中）森中人；（广东）星羅
A「進攻型」:夜刃（物理）、A「進攻型」:夙星（暗）、S「裝甲型」:塵铭（火）
遗忘者的领袖。與世界各地被遗忘的战友共同安守一篇绿洲。

## 北極航線聯合
羅塞塔（Rosetta）
聲：（日）澤城美雪；（中）賀文瀟；（广东）師欣
S「裝甲型」:凜冽
人马型的构造体。
原守林人的首领，后被空中庭院收容。习惯独来独往卻對孤独感到恐惧，因此十分珍惜同伴之间的羁绊。

## 機械教會
七實（Nanami）
聲：（日）田中美海；（中）趙爽；（广东）嵐風蜂蜜綠茶
B「裝甲型」:風暴、S「裝甲型」:脈衝、S「裝甲型」:遙星之座、S「裝甲型」:芒星之跡
谜之少女。时常会伸出援手协助空中庭院的构造体和指挥官。曾经穿越时空並知晓人类未来將会可能會走向的所有结局。
哈卡瑪（Haicma）
聲：（日）田中理惠；（中）侯小菲；（广东）詩洋
S「授格者」:隱星
機械教會的機械体，机械意识实验项目的管理AI。以寻找机械先哲為目的在地球上流浪。
維羅妮卡（Veronica）
作爲機械體，對人類抱有非常大的敵意。曾經因爲人類與機械體的關係，與同爲機械體同胞的含英意見對立、劍鋒相對。
含英（Hanying）
聲：（日）遠藤綾；（中）謝瑩；（广东）奀妹

## 升格者

### 露娜集团
露娜（Luna）
聲：（日）釘宮理惠；（中）皛四白；（广东）周海鮮
S「進攻型」:銀冕、S「湮灭型」:终焉
露西亚的妹妹，代行者之一，也是集团中的首领。
曾为了姐姐（露西亚）而接受改造实验，但实验中被病毒帕弥什感染，最终以失败告终并被空中庭院抛弃。之后被升格网络邀约并成为代行者之一。
阿爾法（Alpha）
聲：（日）石川由依；（中）小N；（广东）尾狐殿
S「進攻型」:深紅之淵、S「進攻型」:深紅囚影
与露西亚为同一人却不同的个体，屬露西亚的真正意识。受到病毒感染并发现妹妹是代行者而从空中庭院倒戈至升格者阵营。
羅蘭（Roland）
聲：（日）遊佐浩二；（中）冷泉夜月；（广东）碌斌
S「授格者」:戲炎
曾是黄金时代的演员，喜爱戏谑，害怕薇拉。曾被加百列重伤，后被慈悲者所救。
加百列（Gabriel）
聲：（中）音匣老鬼
露娜集团唯一反对加入人类的升格者。曾反叛露娜，但因阿尔法的阻挡而失败，随后倒戈至馮·內古特集团。
拉彌亞（Lamia）
聲：（日）後藤沙緒里；（中）萬純；（广东）花音bb
S「進攻型」:深谣
被露娜提拔的升格者，在亚特兰蒂斯改造成美人鱼外形。性格懦弱怕事，动作笨拙，有点小孩子氣。

### 馮·內古特集团
馮·內古特（Vonnegut）
聲：（日）真對友樹也；（中）劉琮
代行者之一，露娜的竞争对手。
莉莉絲（Lilith）
聲：（日）芹澤優；（中）张昱；（广东）林小野
S「增幅型」:谬影
馮·內古特麾下的得力助手，與惑砂為同伴关系，以前屬空中花园的构造體，後背叛。
卡俄斯（Chaos）
聲：（中）沈话桑
以灰鸦指挥官的克隆体为基础，经由“卵”孕育而出的造物。

## 其他勢力
伊什梅尔（Ishmael）
聲：（日）能登麻美子；（中）姜英俊
S「觀測者」:幻日
又稱「慈悲者」，对帕弥什具有出神入化的控制、是实力高深莫测的升格网络神秘代行者，同时是空中花园监察院的高层成员， 目前重塑了罗兰，赛琳娜的机体。
柯蕾多爾（Cradle）
聲：（日）三浦千幸；（中）周一晴；
以人形意識出現的紅潮化身之一，可以轻松操纵紅潮，身处於异聚塔的范围內可以达到永生不死。厄願潮聲的引導者，亦是帕彌什病毒進化的見證者，为了解人类及夺回异聚塔的控制權，可不惜一切屠杀所有。
潔塔薇（Jetavie）
聲：（日）佐倉綾音；（中）刘一蕾；（广东）蛋仔
S「进攻型」:破晓
矩阵循生中通過获得某位神秘人物的意识样品後而生成出来，唯一一個成为奇迹的意识模型。告别温暖的摇篮，直面觉醒的痛苦，她挺身跨越无数的末日轮回，兼并矩阵的所有算力迈入名為‘现实’ 的下一站。

## 聯動角色

### 尼爾：自動人形
寄葉2號B型（YoRHa No.2 Type-B）
聲：（日）石川由依
《尼爾：自動人形》的主人公。
寄葉9號S型（YoRHa No.9 Type-S）
聲：（日）花江夏樹
《尼爾：自動人形》的人物之一。
寄葉A型2號（YoRHa Type-A No.2）
聲：（日）諏訪彩花
《尼爾：自動人形》的人物之一。

### BLACK★ROCK SHOOTER
BLACK★ROCK SHOOTER
聲：（日）花澤香菜
《BLACK★ROCK SHOOTER》的主人公。

### Devil May Cry 5
但丁（Dante）
聲：（英）魯本‧蘭登
S「进攻型」
《Devil May Cry》的人物之一。
維吉爾（Vergil）
聲：（英）丹‧薩烏斯沃斯
S「进攻型」
《Devil May Cry》的人物之一。